# Corredor (ort i Costa Rica)
Corredor är en ort i Costa Rica.   Den ligger i provinsen Puntarenas, i den sydöstra delen av landet, 190 km sydost om huvudstaden San José. Corredor ligger 36 meter över havet och antalet invånare är 7 084.
Terrängen runt Corredor är varierad. Runt Corredor är det ganska tätbefolkat, med 70 invånare per kvadratkilometer. Corredor är det största samhället i trakten. Omgivningarna runt Corredor är en mosaik av jordbruksmark och naturlig växtlighet.